# اقتصاد جمهورية أرتساخ
قبل حرب مرتفعات قرة باغ 2020، كان اقتصاد جمهورية ناغورني قره باغ (أرتساخ) صغيرًا، لكنه ينمو بسرعة. يظهر اقتصاد جمهورية ناغورني قره باغ (أرتساخ) الذي مزقته الحرب تعافيًا سريعًا وواثقًا نسبيًا من حرب 1991-1994. وفي عام 1999، كان الناتج المحلي الإجمالي 59 مليون دولار، بانخفاض 80% عن الرقم في الحقبة السوفيتية. ومع ذلك، بلغ الناتج المحلي الإجمالي لجمهورية ناغورني قره باغ (أرتساخ) 114 مليون دولار في عام 2005، أي ضعف الرقم في عام 2001، مسجلًا نموًا اقتصاديًا بنسبة 14% (بالأسعار الجارية) في عام 2005، وفي عام 2009 سجل إجمالي الناتج المحلي 260 مليون دولار والذي زاد إلى 320 مليون دولار بحلول عام 2010. يقدر الناتج المحلي الإجمالي لناغورنو كاراباخ لعام 2010 بنحو 1.6 مليار دولار.[بحاجة لمصدر]
وفقًا للتقديرات الرسمية لدائرة الإحصاء في جمهورية ناغورني قره باغ (أرتساخ)، ارتفع الناتج المحلي الإجمالي بأسعار (السوق) الحالية بنسبة 116% بين عامي 2001 و2007. ارتفع مؤشر أسعار المستهلك بنسبة 34% فقط خلال هذه الفترة، مما يدل على نمو حقيقي بنحو 60% في الناتج المحلي الإجمالي خلال السنوات الست 2001-2007. وفي عام 2007، شكلت الزراعة 16% من الناتج المحلي الإجمالي، والصناعات التحويلية 15%، والبناء 9%، وقطاع الخدمات 57%. لقد انخفضت حصة الزراعة في الناتج المحلي الإجمالي من 33% في عام 2002 إلى 16% في عام 2007، بينما زادت حصة التصنيع والخدمات بالمقابل.
معظم الاستثمارات في الاتصالات، وتعدين الذهب، وتلميع الماس، والمجوهرات، والزراعة. في الاتحاد السوفيتي، كانت ناغورنو كاراباخ أكبر منتج للفرد من العنب.[بحاجة لمصدر]
جمهورية ناغورني قره باغ (أرتساخ) معروفة بتوت الفودكا (بالأرمنية: tuti oghi)‏ الذي يتم إنتاجه وتصديره تجاريًا تحت الاسم التجاري أرتساخ من قبل شركة أرتساخ-ألكو براندي في منطقة أسكيران.

## الطاقة

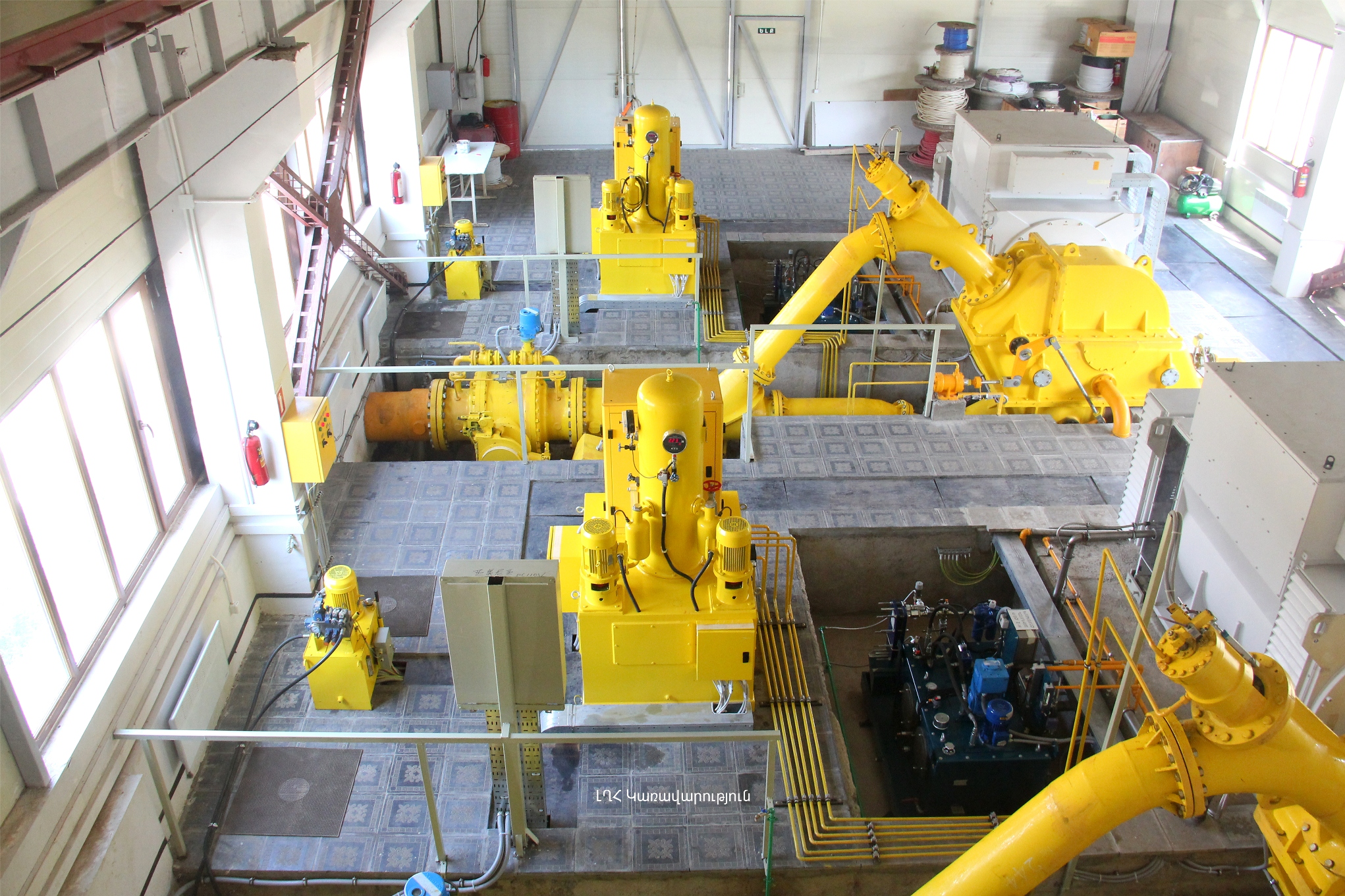
محطة Trghi-1 للطاقة الكهرومائية في آرتساخ: تطوير البنية التحتية للطاقة المتجددة

حتى وقت قريب، كانت جمهورية ناغورني قره باغ (أرتساخ) معروفة بتشغيل محطة طاقة كهرمائية واحدة على الأقل بالقرب من مارتاكيرت، والتي تم بناؤها خلال الحقبة السوفيتية. كانت الحكومة تخطط لبناء عدد من محطات الطاقة الكهرومائية الصغيرة - بتكلفة تتراوح بين 70 و80 مليون دولار - والتي ستوفر الاحتياجات المحلية وفرصًا للتصدير. في عام 2001، استوردت الجمهورية 60% من احتياجاتها من الكهرباء من أرمينيا.
في 12 أبريل 2010، افتتح رئيسَا وزراء جمهورية ناغورني قره باغ (أرتساخ) وأرمينيا محطة "Trghe-1" - الأولى في سلسلة محطات الطاقة الكهرومائية التي طال انتظارها في ناغورنو كاراباخ. كان اسم شركة الطاقة الكهربائية الجديدة هذه هو "أرتساخ HEK"، التي كان رأس مالها الأساسي 5 ملايين دولار في يوم افتتاحها. دعا رئيس وزراء أرمينيا، تيغران سركسيان، الجمهور والشتات إلى شراء أسهم "أرتساخ HEPS" والاستثمار في اقتصاد جمهورية ناغورني كاراباخ، قائلًا إن أمنها ومستقبلها يعتمدان على نموها الاقتصادي واكتفائها الاقتصادي الذاتي. تتضمن الخطط المستقبلية القريبة إنشاء محطتين أخريين لتوليد الطاقة الكهرومائية الصغيرة على نفس النهر - "Trghe-2 و"Trghe-3" بحلول نهاية عام 2010 وأيضًا "Mataghis-1" و"Mataghis- 2" في عام 2011. سيعطي تحقيق البرنامج النشط المحدد فرصة لإنتاج 120 مليون كيلوواط / ساعة إضافية من الطاقة الكهربائية. وبحلول عام 2012، سيلبي هذا بشكل شبه كامل متطلبات الجمهورية من الطاقة الكهربائية، والتي سترتفع بحلول ذلك الوقت إلى 300 مليون كيلوواط / ساعة.
مع هذه المحطات الجديدة لتوليد الطاقة، تأمل جمهورية جمهورية ناغورني قره باغ (أرتساخ) أن تصبح ليس فقط مكتفية ذاتيًا من حيث إنتاج الكهرباء، ولكن أيضًا مصدرةً صافًا للطاقة الكهربائية.

## بناء الطرق والبنية التحتية
يعد طريق جوريس-ستيباناكيرت أحد أكثر أجزاء البنية التحتية لفتًا للنظر في ناغورنو كاراباخ، والذي تم بناؤه بعد انتهاء الحرب مباشرة بتمويل من الجالية الأرمينية. هذا هو الطريق الرئيسي الذي يربط المنطقة بأرمينيا وبقية العالم.
الآن يبنى 168 كم من الطريق السريع «شمال - جنوب» بتكلفة 25 مليون دولار فقط، الذي يربط مارتاكيرت مع ستيباناكيرت ومارتوني.
في السنوات الأخيرة، تم إطلاق شركة «كاراباخ تيليكوم» لتشغيل الهاتف بتمويل لبناني. ارتفع إجمالي الربح من خدمات الاتصالات بنسبة 12.8% منذ عام 2008.

## الخدمات المصرفية

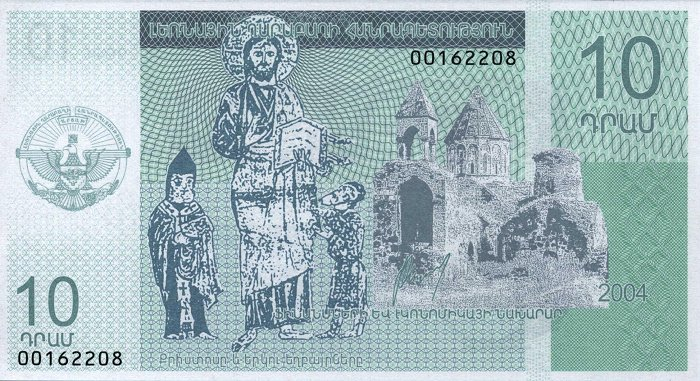
ورقة نقدية من 10 درام – نظام العملة في جمهورية أرتساخ (2004)

يعمل بنك أرتساخ منذ عام 1996 ولديه فروع في ستيباناكيرت وفي مواقع مختلفة في ناغورنو كاراباخ. يبلغ عدد الموظفين 243 شخصًا. لدى بعض البنوك الأرمينية الرائدة فروع في ناغورنو كاراباخ.
القطاع ينمو بشكل ديناميكي. واعتبارًا من 1 سبتمبر 2010، بلغ حجم الودائع 38664.1 مليون AMD. (حوالي 107 مليون دولار أمريكي)، بزيادة قدرها 33.1% مقارنة بمستوى 1 يناير 2010. وبالمقارنة مع مستوى 1 يناير 2010، فقد ارتفع حجم الاعتمادات الصادرة عن البنوك التجارية بنسبة 28.3%.

## التعدين
قره باغ الجبلية غنية بالموارد الطبيعية الثمينة والمعادن شبه الثمينة مثل الذهب والنحاس وغيرها من الموارد الطبيعية.
يتقدم تعدين النحاس والذهب منذ عام 2002 مع تطوير وإطلاق العمليات في إيداع درمبون. يتم إنتاج ما يقرب من 27 إلى 28 ألف طن (وزن رطب) من المركزات بمتوسط محتوى نحاسي من 19 إلى 21% ومحتوى ذهب من 35 إلى 55 جم / طن. يعد المنجم أحد أكبر دافعي الضرائب في ناغورنو كاراباخ ويعمل به 1,200 عامل، 65% منهم من المواطنين المحليين.

## المساعدات الخارجية
حصلت حكومة جمهورية ناغورنو كاراباخ على مساعدات مالية من الولايات المتحدة (8 مليون دولار في 2010) وأرمينيا (30 مليون دولار).
كما لعب الشتات الأرميني دورًا فعالًا في تقديم بعض المساعدة المالية من خلال صندوق "هاياستان" صندوق عموم الأرمن وصندوق مونتي ملكونيان وصندوق أرتساخ الاستثماري بالإضافة إلى خطط المساعدة الصغيرة المباشرة.

## روابط خارجية
- حكومة جمهورية ناغورنو كاراباخ